# Ломба-да-Мая
Ломба-да-Мая (порт. Lomba da Maia) — район (фрегезия) в Португалии, входит в округ Азорские острова. Расположен на острове Сан-Мигел. Является составной частью муниципалитета Рибейра-Гранди. Население составляет 1174 человека на 2001 год. Занимает площадь 20,47 км².

## История
Район основан в 1876 году